# 倫敦港

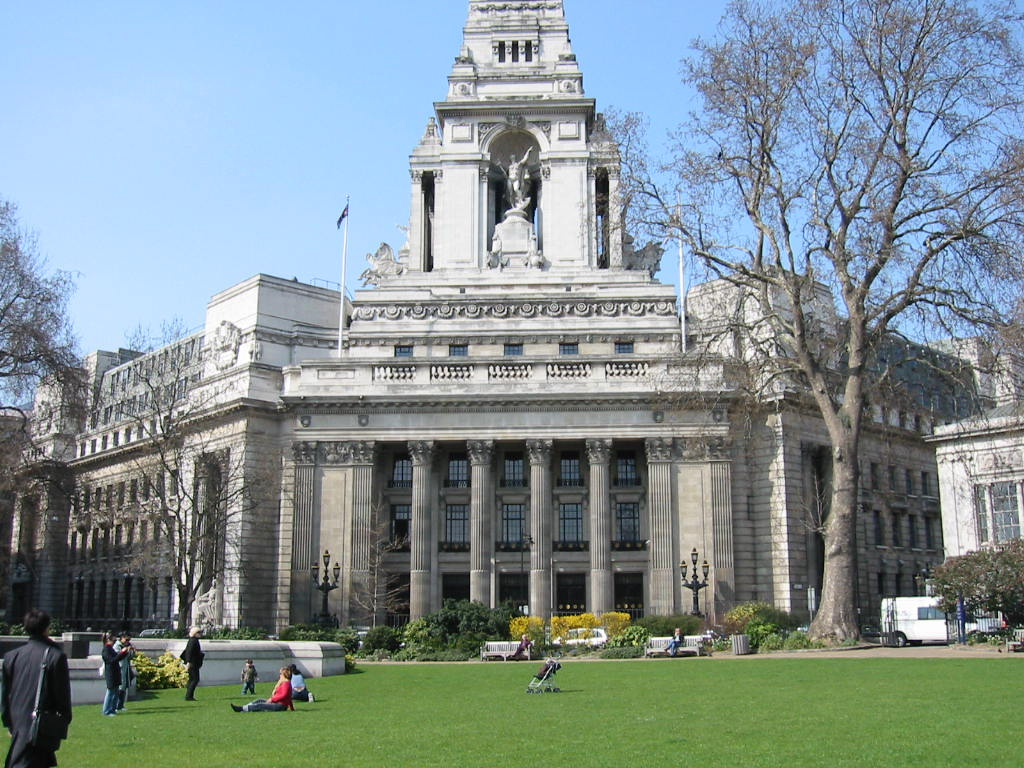
前倫敦港務局大樓

倫敦港是自英國英格蘭倫敦泰晤士河河岸延伸至北海海岸的港口。倫敦港曾經是世界上最大的港口。2020年時，倫敦港是英國最大港口。倫敦港由倫敦港務局管理（Port of London Authority，PLA）。在過去倫敦港的港區主要集中在倫敦市區，但隨著船舶的大型化，倫敦港的主要港區已轉移至泰晤士河下游和沿海。

## 外部連結
- Website of the Port of London Authority（页面存档备份，存于）
- PortCities London Home （页面存档备份，存于）
- The Port of London in 1819 （页面存档备份，存于）
- Port of Tilbury （页面存档备份，存于）
- London Gateway Planning Inquiry （页面存档备份，存于）

51°30′N 0°03′E / 51.5°N 0.05°E
1. ↑   (.ods, OpenDocument spreadsheet). Department for Transport. 14 July 2021  [2022-06-29]. （原始内容存档于2021-08-11）.New data appended annually.